# Pont Wilhelmine
Le pont Wilhelmine est un pont en acier enjambant la Meuse dans la ville de Maastricht. Il a été construit dans les années 1930-1932 selon les plans de l'architecte du gouvernement d'alors Gustav Cornelis Bremer.
Le pont a été nommé en référence à la princesse Wilhelmine, qui fut reine des Pays-Bas de 1890 à 1948.

## Sources
- (nl) Cet article est partiellement ou en totalité issu de l’article de Wikipédia en néerlandais intitulé « Sint Servaasbrug » (voir la liste des auteurs).